# Général Lavine eccentric
Pour un article plus général, voir Préludes de Debussy.
Général Lavine - eccentric est le sixième prélude du deuxième livre des Préludes pour piano de Claude Debussy. 

## Présentation
Général Lavine eccentric est composé entre 1911 et 1912, et créé à Paris le 8 avril 1913 à la salle Érard, par la pianiste Norah Drewett (en). L'œuvre est également donnée au sein du cycle complet du deuxième livre des Préludes, le 12 juin 1913 à Londres, au Aeolian Hall, par Walter Rummel.
Le titre du prélude se réfère à l'artiste et acrobate américain Edward La Vine (qui jouait notamment du piano avec ses orteils), qui se produisait au théâtre Marigny en 1910,. Debussy en parlait à Marguerite Long comme d'un « homme en bois [qui] était un homme de génie ; il était musical ». Nicolas Slonimsky évoque le « saut temporaire dans l'immortalité musicale » de cet artiste de vaudeville, dont un journaliste avait retrouvé la trace à Twentynine Palms en Californie, en 1946.
La partition est publiée par Durand en 1913.

## Analyse et commentaires
Général Lavine eccentric, d'une durée moyenne d'exécution de trois minutes environ, est en fa majeur, « dans le style et le mouvement d'un cake-walk », à 
,.
La partition, au rythme plus proche du ragtime que du cake-walk, selon Harry Halbreich, « nous ramène au music-hall des Minstrels du premier livre », souligne Guy Sacre.
Pour Halbreich, « les sonorités du piano évoquent avec une précision étonnante celles d'un jazz-band : après les appels de trompette initiaux, « strident », on imagine fort bien la mélodie de danse, « spirituel et discret », à la contrebasse ou au sax-baryton... ». Sacre relève ensuite que la partie centrale (mes. 46) « s'amuse des accords de l'introduction, les traîne, les déforme, soulignant bouffonnement les contorsions du général fantoche ; le plus drôle est, mes. 65, ce court accès de flèvre ou d'émotion, dégonflé au bout de trois mesures... Reprise à l'identique (ce n'est guère fréquent chez Debussy) des mes. 11-34, suivie d'une tentative de modulation, avant l'accélération et les ornements de plus en plus stridents de la fin ».
Pour Alfred Cortot, le morceau possède « l'exactitude ironique et la verve d'un Toulouse-Lautrec. C'est le fantoche même que nous montrèrent tant de Folies-Bergère et son habit trop vaste et la plaie vive de sa bouche, que fend la béatitude figée du sourire. Et, surtout, c'est le sautillement maladroit de sa démarche, que compliquent les accidents prémédités d'une pantomime burlesque et que rompt subitement la prodigieuse détente d'acier d'une pirouette ».
Dans le catalogue des œuvres du compositeur établi par le musicologue François Lesure, Général Lavine eccentric porte le numéro L 131 (123) no 6.

## Discographie sélective
- Debussy : Piano works Vol. 4, François-Joël Thiollier (piano), Naxos 8.553293, 1998[10].
- Debussy: Préludes, Steven Osborne (piano), Hyperion Records CDA 67530, 2006[11].
- Debussy : Complete Works for Piano, Volume 1, Jean-Efflam Bavouzet (piano), Chandos Records CHAN 10421, 2007[12].
- Debussy : The Solo Piano Works, Noriko Ogawa (piano), BIS Records CD 1955/56, 2012[13].
- Claude Debussy : The complete works, CD 4, Yuri Egorov (piano), Warner Classics, 2018[14].